# アンドリュー・リー
アンドリュー・リー (Andrew Lih; 簡体字=酈安治; 繁体字=郦安治; ピンイン=Lì Ānzhì; 1968年-) は、アメリカ合衆国のニューメディア研究者、コンサルタント、作家であり、ウィキペディアと中国のネット検閲に関する専門家でもある。2013年に彼はワシントンDCのアメリカン大学のジャーナリズムの准教授に任命された。
彼は現在、スミソニアン博物館のウィキペディアン・イン・レジデンスであり、またニューヨーク市のメトロポリタン美術館のウィキメディア・ストラテジストでもある。

## 経歴

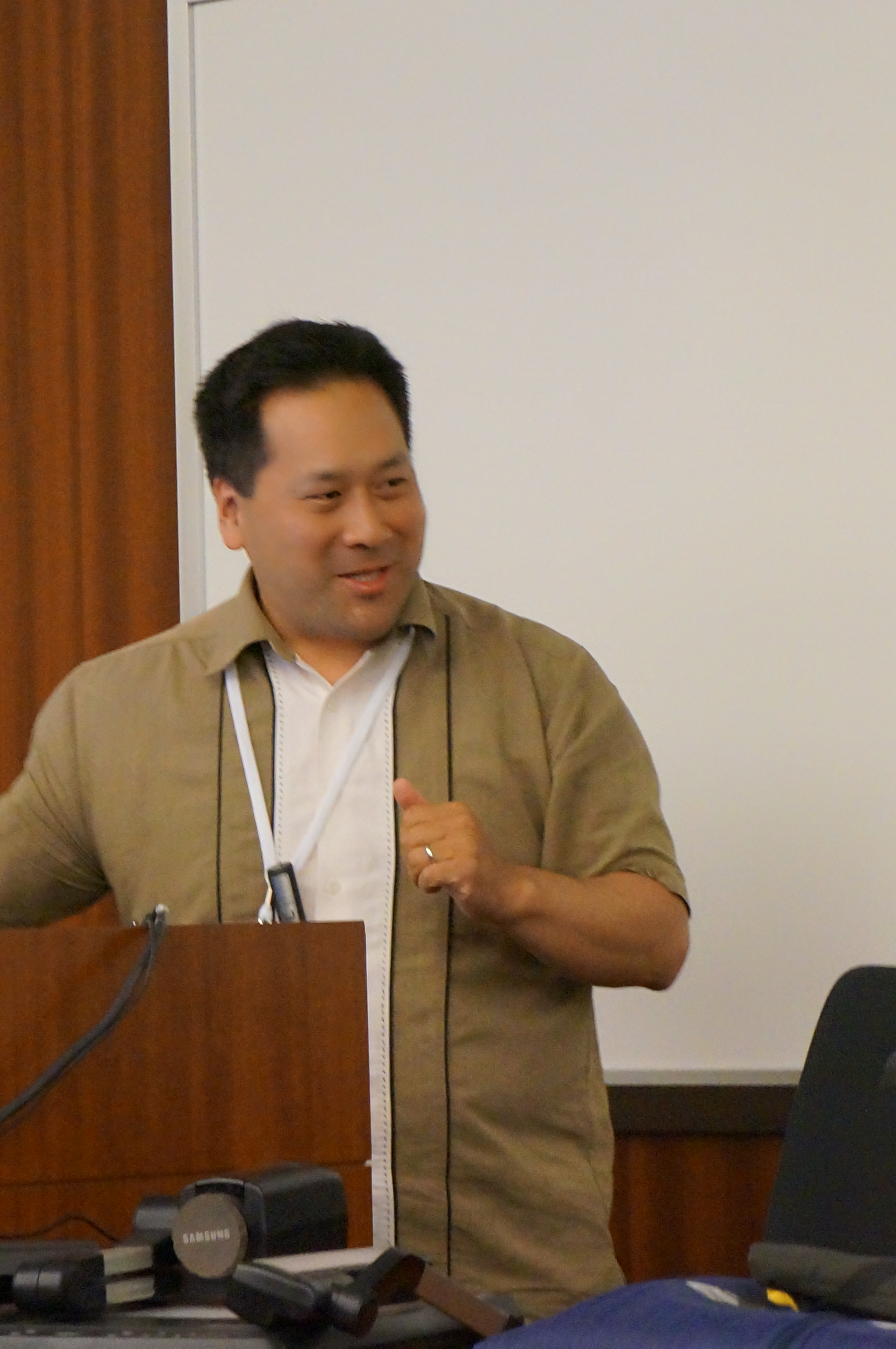
2014年アメリカのWikiConferenceで語るリー

リーは1990年から1993年まで、AT&Tベル研究所でソフトウェアエンジニアとして働いた。1994年にスタートアップのメディアブリッジ・インフォシステムズ社を創立した。また同年コロンビア大学で、コンピューターサイエンスの修士号を取得した。
1995年から2000年まで彼はコロンビア大学ジャーナリズム学部の非常勤教授を務め、またニューメディアセンターの技術部門長でもあった。2000年にコロンビアのインタラクティブデザインラボを設立し、大学の芸術学部と協働して、広告、ニュース、ドキュメンタリー、映画を含むフィクションとノンフィクション双方におけるインタラクティブデザインを探求した。その後まもなくリーは、香港大学ジャーナリズム・メディア研究センターの助教授兼技術主任となった。
そして彼は中国の北京に移り、2009年まで住んだ。2013年にワシントンDCにあるアメリカン大学コミュニケーション学部の准教授に就任した。

## ウィキペディア活動
リーはウィキペディアの執筆者であり、英語版ウィキペディアの管理者である。2009年に彼は『ウィキペディア・レボリューション：世界最大の百科事典はいかにして生まれたか』を出版した。彼はウィキペディアのエキスパートとして、ニュースサイトのSalon.com、ニューヨーク・タイムズの「ヤバい経済学」ブログ、そして米国公共ラジオ放送NPRの「トーク・オブ・ザ・ネーション」のインタビューを受けている。
リーは、スマートフォンでのウィキペディア編集は困難なので、新しい有能な参加者の意欲を削いでいる、と語っている。また数年前から、ウィキペディア編集者の数は減少していて、これの解決法について既存の参加者の間で深刻な意見対立がある、とも語る。2015年、リーはこうした状況が、ウィキペディアの長期的未来を危うくするかもしれない、と述べた。
2022年、リーはウィキメディア桂冠賞を受賞した。

## 著作抜粋
- Lih, Andrew (2009). The Wikipedia Revolution. New York: Hyperion. ISBN 978-1-4013-0371-6. OCLC 232977686